# Serica subpilosa
Serica subpilosa är en skalbaggsart som beskrevs av Ahrens 2007. Serica subpilosa ingår i släktet Serica och familjen Melolonthidae. Inga underarter finns listade i Catalogue of Life.